# Ким До Гын
Ким До Гын (кор. 김도근, 2 марта 1972, Каннын, Южная Корея) — южнокорейский футболист, играл на позиции полузащитника. Выступал за национальную сборную Южной Кореи.

## Клубная карьера
Во взрослом футболе дебютировал в 1995 году выступлениями за команду клуба «Чоннам Дрэгонз», в которой провел пять сезонов, приняв участие в 85 матчах чемпионата.
С 2000 по 2001 год играл в составе команд клубов «Токио Верди» и «Сересо Осака».
Своей игрой за последнюю команду вновь привлек внимание представителей тренерского штаба клуба «Чоннам Дрэгонз», в состав которого вернулся в 2001 году. На этот раз сыграл за команду следующие три сезона своей игровой карьеры. Большинство времени, проведенного в составе «Чоннам Дрэгонз», был основным игроком команды.
В течение 2005 года защищал цвета команды клуба «Сувон Самсунг Блюуингз».
Завершил профессиональную игровую карьеру в клубе «Кённам», за команду которого выступал в течение 2006 года.

## Выступления за сборную
В 1993 году дебютировал в официальных матчах в составе национальной сборной Южной Кореи. В течение карьеры в национальной команде, которая длилась 11 лет, провел в форме главной команды страны лишь 22 матча, забив один гол.
В составе сборной был участником чемпионата мира 1998 года во Франции, розыгрыша Золотого кубка КОНКАКАФ 2002 года в США.

## Ссылка
- Профиль на сайте National Football Teams (англ.)
- Профиль на сайте FIFA.com (англ.)